# Chikako Urano
Chikako Urano (japonés: 浦野千賀子; Osaka, 20 de desembre de 1946) és una mangaka japonesa.
Quan era adolescent, va començar a publicar còmics al mercat de Kashi-hon. El 1966, va publicar la seua primera història curta, Shibō zero no hi, en una revista comercial de manga, Bessatsu Margaret. Va continuar treballant per a la publicació i també a la seua revista germana, Margaret. En aquell últim lloc, va publicar la que seria la seua obra més reeixida, la sèrie Attack No. 1, en publicació des de 1968 fins al 1970. Este manga de voleibol també es va adaptar a una sèrie de televisió d'anime i va contribuir, juntament amb la sèrie Sign ha V d'Akira Mochizuki, a la popularització del voleibol femení al Japó per aquella època.

## Obres
- Attack No. 1 (アタックnúm.1, 1968–1970)
- Yuujou no Kaiten Receive (友情の回転レシーブ, 1968)
- Doctor Junko (ドクター・ジュン子, 1974–1976)
- Shin Attack No. 1 (新アタックNo.1, 1976–1977)